# Agneta Andersson (judoczka)
Agneta Andersson – szwedzka judoczka.
Brązowa medalistka mistrzostw Europy w 1981; siódma w 1983 roku.